# Renault Type MT
Der Renault Type MT war ein Personenkraftwagenmodell der Zwischenkriegszeit von Renault. Er wurde auch 6 CV genannt.

## Beschreibung
Die nationale Zulassungsbehörde erteilte am 19. Februar 1924 seine Zulassung. Das Modell löste den Renault Type KJ ab. Als die Produktion 1926 eingestellt wurde, gab es keinen direkten Nachfolger, denn der folgende Renault Type NN war länger.
Der wassergekühlte Vierzylindermotor mit 58 mm Bohrung und 90 mm Hub hatte 951 cm³ Hubraum. Die Motorleistung wurde über eine Kardanwelle an die Hinterachse geleitet. Die Höchstgeschwindigkeit war je nach Übersetzung mit 45 km/h bis 60 km/h angegeben.
Bei einem Radstand von 245 cm und einer Spurweite von 115 cm war das Fahrzeug 335 cm lang und 135 cm breit. Der Wendekreis war mit 11 Metern angegeben. Das Fahrgestell wog 490 kg. 
Ende 1924 kostete ein dreisitziger Torpedo 15.000 Franc oder 15.100 Franc, eine dreisitzige Limousine 17.500 Franc und ein Roadster ebenfalls 17.500 Franc.
Eine Quelle gibt an, dass der hohe Preis ein Grund dafür war, dass der Erfolg des Modells gering blieb. Ein vergleichbarer Citroën Typ C kostete damals nur 12.800 Franc.

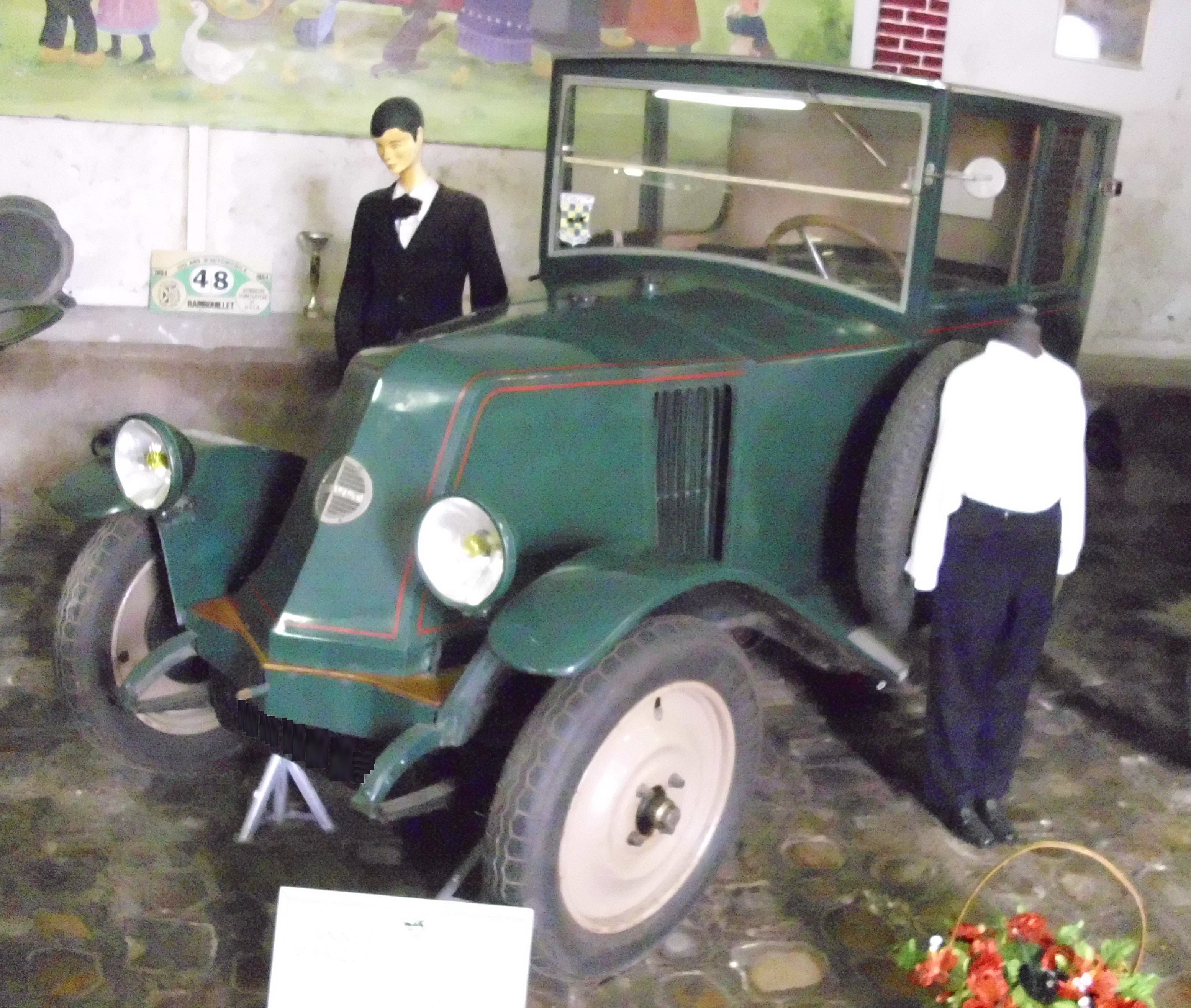
Limousine
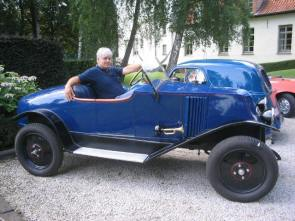
Roadster
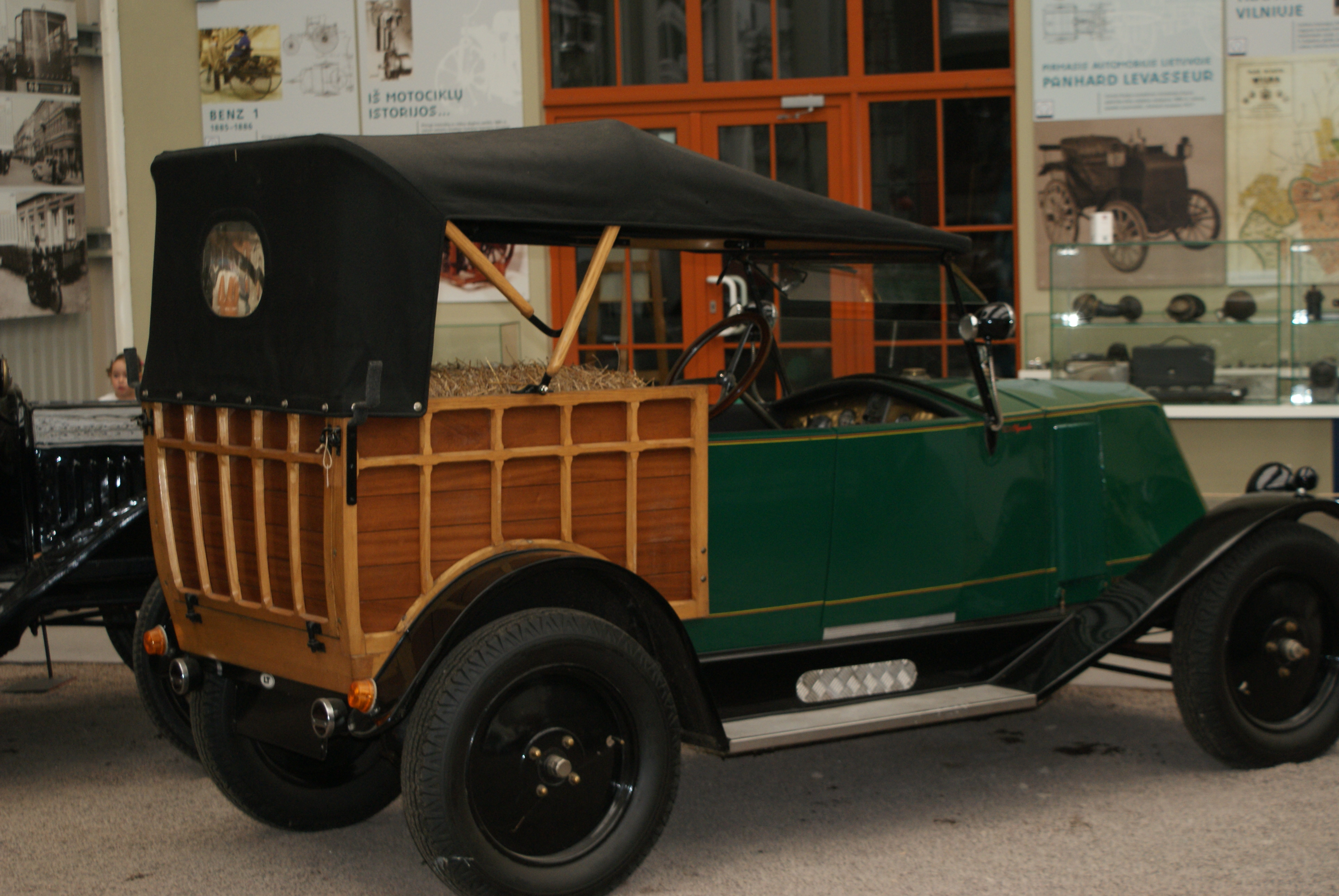
Torpedo commercial